# Ocnerodes
Ocnerodes is een geslacht van rechtvleugeligen uit de familie Pamphagidae. De wetenschappelijke naam van dit geslacht is voor het eerst geldig gepubliceerd in 1882 door Brunner von Wattenwyl.

## Soorten
Het geslacht Ocnerodes omvat de volgende soorten:
- Ocnerodes brunnerii Bolívar, 1876
- Ocnerodes fallaciosus Bolívar, 1912
- Ocnerodes prosternalis Bolívar, 1912
- Ocnerodes soleri Llorente del Moral & Presa, 1983